# Anna Puertes Espadas
Anna Puertes Espadas   (Beniparrell, 28 d'abril de 1999) és una pilotaire valenciana, jugant en la modalitat de raspall.
Començà a jugar a pilota amb la seua germana Noèlia Puertes a Beniparrell, jugant tant a raspall com a galotxa, junt als xics, ja que no hi ha lliga femenina en esta modalitat. En la modalitat de raspall, fou campiona en 2015 del Campionat per equips de raspall femení juntament amb la seua germana Noèlia, i subcampiona en 2016. Va guanyar l'Individual en la VI edició (2016), i la Supercopa en 2015.
Va participar en la jornada de raspall femení celebrada al Trinquet de Pelayo el 23 d'abril de 2016, on per primera vegada se celebrava una partida femenina a l'horari habitual, amb ampla cobertura mediàtica i notable afluència de públic al centenari recinte esportiu.
| A.   | competició                   |             | mitgera | puntera | adversàries          |
| ---- | ---------------------------- | ----------- | ------- | ------- | -------------------- |
| 2018 | Autonòmic sub-23             | campiones   | Fanni   | ×       | Ana Sanchis i Amparo |
| 2020 | Individual de raspall femení | subcampiona | ×       | ×       | Victòria de València |